# 1932-es magyar férfi vízilabda-bajnokság (első osztály)
Az 1932-es magyar férfi vízilabda-bajnokság a huszonhatodik magyar vízilabda-bajnokság volt. A bajnokságban kilenc csapat indult el, az olimpia miatt két csoportra osztva. Az A csoport játszott a bajnoki címért, itt öt csapat szerepelt, a csapatok egy kört játszottak. A B csoport a kiesés elkerüléséért játszott, ebben négy csapat szerepelt, a csapatok két kört játszottak. A csoportkör végén az A csoport 5. és a B csoport 1. helyezettje helyosztót játszott az ötödik helyért.

## Tabella

### A csoport
| #  | Csapat        | M | Gy | D | V | G+ | G- | P |
| -- | ------------- | - | -- | - | - | -- | -- | - |
| 1. | Újpesti TE    | 4 | 3  | 0 | 1 | 13 | 9  | 6 |
| 2. | MAC           | 4 | 2  | 1 | 1 | 11 | 8  | 5 |
| 3. | III. ker. TVE | 4 | 2  | 1 | 1 | 8  | 6  | 5 |
| 4. | MTK           | 4 | 2  | 0 | 2 | 11 | 12 | 4 |
| 5. | MOVE Eger SE  | 4 | 0  | 0 | 4 | 4  | 12 | 0 |

### B csoport
| #  | Csapat          | M | Gy | D | V | G+ | G- | P |
| -- | --------------- | - | -- | - | - | -- | -- | - |
| 1. | Szegedi UE      | 6 | 4  | 1 | 0 | 14 | 7  | 9 |
| 2. | Ferencvárosi TC | 6 | 3  | 1 | 2 | 19 | 12 | 7 |
| 3. | BBTE            | 6 | 1  | 2 | 3 | 14 | 19 | 4 |
| 4. | BSzKRt SE       | 6 | 2  | 0 | 4 | 12 | 21 | 4 |

* M: Mérkőzés Gy: Győzelem D: Döntetlen V: Vereség G+: Dobott gól G-: Kapott gól P: Pont

## Helyosztó mérkőzés
5. helyért: MOVE Eger SE–Szegedi UE 4:2

## II. osztály
Előmérkőzés: Orosházi UE–Egri TE 5:3, Tatabányai SC–Szolnoki MÁV 6:2
Elődöntő: Tatabányai SC–Pécsi AC 3:1, MUE–Orosházi UE játék nélkül
Döntő: MUE–Tatabányai SC játék nélkül